# Гольдштейн, Исаак Иосифович
Исаак Иосифович Гольдштейн (1892—1953) — советский учёный, доктор наук, старший научный сотрудник Института экономики АН СССР; фигурант дела Михоэлса.

## Биография
Родился в еврейской семье. Член Бунда, исключался из РКП(б), на момент ареста являлся беспартийным. Работал вместе с П. С. Аллилуевым в торговом представительстве СССР в Берлине с 1929 по 1933. Занимался научной деятельностью в Институте экономики АН СССР.
Арестован 19 декабря 1947, заключение под стражу утвердил В. С. Абакумов и санкционировал А. П. Вавилов. В результате неоднократных побоев в Лефортовской тюрьме сотрудниками госбезопасности под руководством В. И. Комарова оговорил себя и З. Г. Гринберга. Осуждён Особым совещанием при МГБ СССР на 25 лет заключения. Прибыл этапом во Владимир 20 июня 1950. Во время заключения занимался научной деятельностью, пользуясь тюремной библиотекой, причём тетради с трудами направлялись на изучение в МВД СССР, а затем возвращались. Умер во Владимирской тюрьме 30 октября 1953.

## Публикации
- Гольдштейн И., Левина Р. Германский империализм. / Под общ. ред. и с предисл. Е. Варга ; Акад. наук СССР. Ин-т мирового хозяйства и мировой политики. — [Москва] : Госполитиздат, 1947 (Образцовая тип.). — VIII, 478 с.; 21 см.[1]
- Аграрные отношения в бывшей Польше, Западной Украине и Западной Белоруссии. / И. И. Гольдштейн; Под ред. и с предисл. [с. 3-6] чл.-кор. Акад. наук СССР Р. С. Левиной; Ин-т мир. хоз-ва и мир. политики Акад. наук СССР. — Москва : Соцэкгиз, 1940. — 296 с.; 23 см.
- Как польские паны угнетали крестьян. / И. Гольдштейн. — [Москва] : Гослитиздат, 1939. — 64 с.; 22 см.